# Doris Kenyon
Pour les articles homonymes, voir Kenyon.
Doris Kenyon est une actrice et chanteuse américaine, née Margaret Doris Kenyon le 5 septembre 1897 à Syracuse (État de New York), morte le 1er septembre 1979 à Beverly Hills (Californie).

## Biographie
Ayant reçu une formation de chanteuse, Doris Kenyon débute au théâtre à Broadway (New York) dans l'opérette The Princess Pat (en), sur une musique de Victor Herbert, représentée de septembre 1915 à février 1916. Puis elle se produit à nouveau sur les planches new-yorkaises dans quatre pièces, entre 1919 et 1924. Elle joue également à Londres en 1935, dans la comédie musicale A Royal Exchange, aux côtés de Ramón Novarro.
La même année 1915 sort son premier film muet, The Rack d'Émile Chautard, avec Alice Brady et Milton Sills. Ce dernier devient en 1926 son premier époux et leur mariage prend fin à la mort brutale de l'acteur en 1930. Notons que tous deux se retrouvent dans six autres films muets, sortis de 1925 à 1928 (dont La Vallée des géants de Charles Brabin en 1927).
Au total, Doris Kenyon contribue pour le cinéma à soixante-cinq films américains, dont une quinzaine parlants (le premier étant Interference de Lothar Mendes et Roy Pomeroy, avec William Powell et Evelyn Brent, sorti en 1928).
Mentionnons également Monsieur Beaucaire de Sidney Olcott (1924, avec Rudolph Valentino, Bebe Daniels et Lois Wilson), Jeune Amérique de Frank Borzage (1932, avec Spencer Tracy et Ralph Bellamy) et Voltaire de John G. Adolfi (1933, avec George Arliss dans le rôle-titre, elle-même personnifiant Madame de Pompadour). Son dernier film est L'Homme au masque de fer de James Whale (avec Louis Hayward et Joan Bennett), sorti en 1939, où elle interprète Anne d'Autriche.
Doris Kenyon se retire alors quasi-définitivement, mais réapparaît toutefois à la télévision, avec de brèves prestations dans deux séries, en 1954 (Schlitz Playhouse of Stars) et 1958 (77 Sunset Strip).

## Théâtre (sélection)
(à Broadway, sauf mention contraire) 
- 1915-1916 : The Princess Pat, opérette, musique et orchestrations de Victor Herbert, lyrics et livret d'Henry Blossom
- 1919-1920 : The Girl in the Limousine de Wilson Collison et Avery Hopwood, avec Charles Ruggles (adaptée au cinéma en 1924)
- 1921 : The White Villa, adaptation par Edith Ellis du roman The Dangerous Age de Karin Michaelis, avec Frank Morgan, Lucile Watson
- 1922 : Up the Ladder d'Owen Davis, mise en scène de Lumsden Hare, avec Paul Kelly
- 1924 : The Gift de Julia Chandler et Alethea Luce, avec Pedro de Cordoba
- 1935 : A Royal Exchange (All the King's Horses), comédie musicale, musique d'Edward A. Horan, lyrics et livret de Frederick Herendeenn, d'après la pièce Carlo Rocco de Lawrence Clarke et Max Giersberg, avec Ramón Novarro (à Londres, adaptation d'Archibald Menzies)

## Filmographie

### Au cinéma (sélection)
- 1915 : The Rack d'Émile Chautard
- 1916 : The Ocean Waif d'Alice Guy

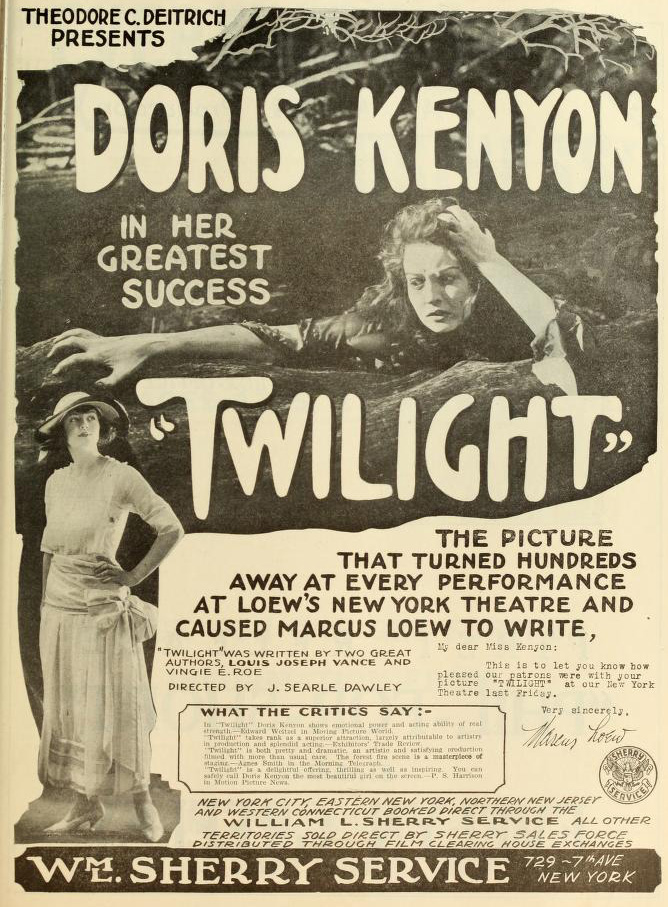
Twilight (1919)

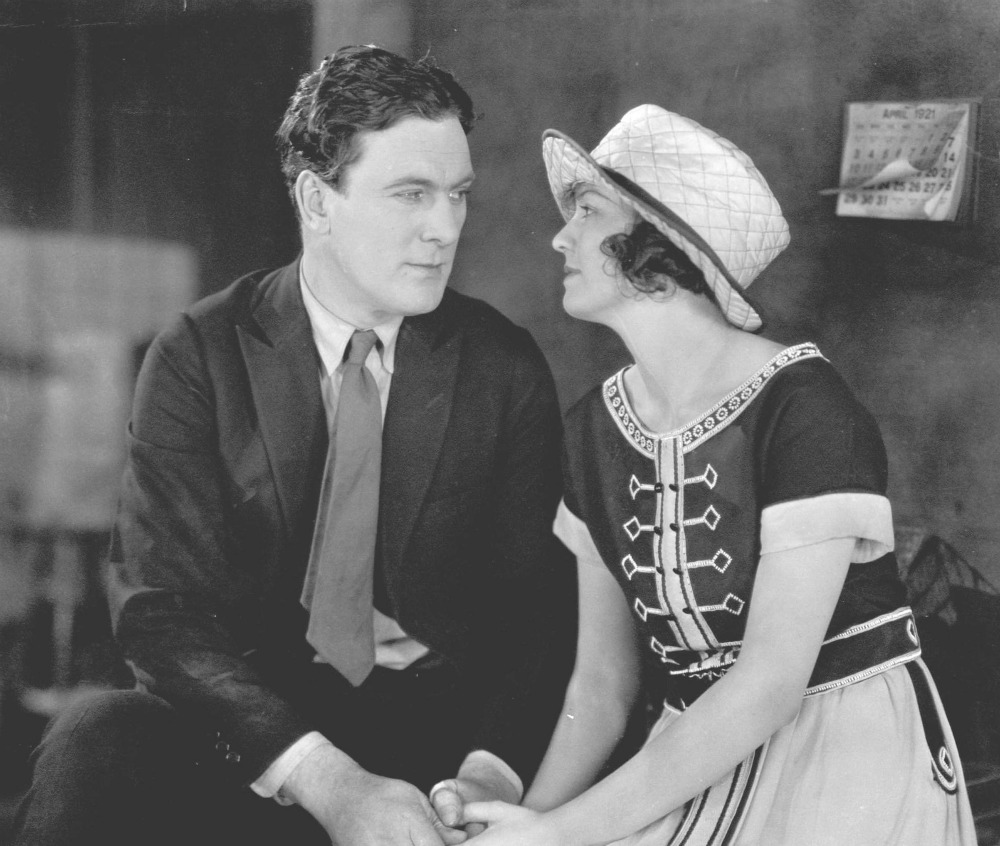
Avec Thomas Meighan, dans The Conquest of Canaan (1921)

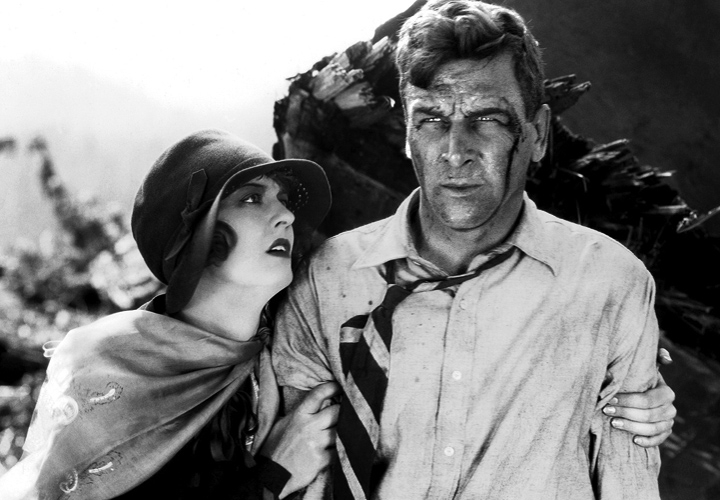
Avec Milton Sills, dans La Vallée des géants (1927)

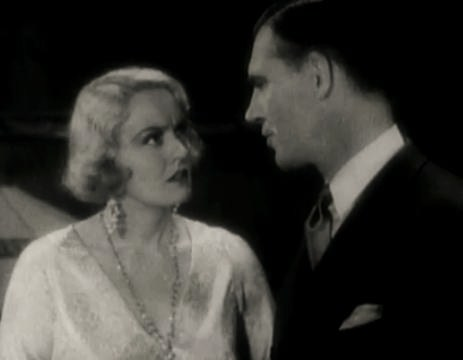
Avec Walter Huston, dans The Ruling Voice (1931)

- 1916 : La Folle Chimère (Pawn of Fate) de Maurice Tourneur
- 1916 : The Feast of Life d'Albert Capellani
- 1917 : The Man Who Forgot d'Émile Chautard
- 1917 : The Street of Seven Stars de John B. O'Brien
- 1917 : A Girl's Folly de Maurice Tourneur
- 1917 : The Empress d'Alice Guy
- 1918 : Pour un baiser (Wild Honey) de Francis J. Grandon
- 1918 : The Inn of the Blue Moon de John B. O'Brien
- 1919 : Twilight de J. Searle Dawley
- 1919 : The Bandbox de Roy William Neill
- 1920 : The Harvest Moon de J. Searle Dawley
- 1921 : Get-Rich-Quick Wallingford de Frank Borzage : Fannie Jasper
- 1921 : The Conquest of Canaan de Roy William Neill
- 1922 : Shadows of the Sea d'Alan Crosland
- 1922 : Distraction de millionnaire (The Ruling Passion) de F. Harmon Weight
- 1922 : Sure-Fire Flint de Dell Henderson
- 1923 : La Terreur de la goëlette (The Last Moment) de J. Parker Read Jr.
- 1924 : Restless Wives de Gregory La Cava
- 1924 : Monsieur Beaucaire (titre original) de Sidney Olcott
- 1924 : The Love Bandit de Dell Henderson
- 1924 : Land Me Your Husband de Christy Cabanne
- 1924 : Born Rich de William Nigh
- 1924 : Idle Tongues de Lambert Hillyer
- 1925 : A Thief in Paradise (en) de George Fitzmaurice
- 1925 : If I Marry Again de John Francis Dillon
- 1925 : The Unguarded Hour de Lambert Hillyer
- 1926 : Mismates de Charles Brabin
- 1926 : The Blonde Saint de Svend Gade
- 1926 : Gueules noires (Men of Steel) de George Archainbaud
- 1926 : Ladies at Play d'Alfred E. Green
- 1927 : La Vallée des géants (The Valley of the Giants) de Charles Brabin
- 1928 : Le Nid de l'épervier (The Hawk's Nest) de Benjamin Christensen
- 1928 : The Home Towners de Bryan Foy
- 1928 : Burning Daylight de Charles Brabin
- 1928 : Interférences (Interference), de Lothar Mendes et Roy Pomeroy
- 1930 : Beau Bandit de Lambert Hillyer
- 1931 : The Road to Singapore d'Alfred E. Green
- 1931 : Alexander Hamilton de John G. Adolfi
- 1931 : The Ruling Voice de Rowland V. Lee
- 1932 : The Man Called Back (en) de Robert Florey
- 1932 : Jeune Amérique (Young America) de Frank Borzage
- 1933 : No Marriage Ties de J. Walter Ruben
- 1933 : Le Grand Avocat (Counsellor at Law) de William Wyler
- 1933 : Voltaire de John G. Adolfi
- 1934 : Whom the Gods Destroy (en) de Walter Lang
- 1934 : The Human Side d'Edward Buzzell
- 1936 : Along Came Love de Bert Lytell
- 1938 : Pensionnat de jeunes filles (Girls' School) de John Brahm
- 1939 : L'Homme au masque de fer (The Man in the Iron Mask) de James Whale

### À la télévision (séries - intégrale)
- 1954 : Schlitz Playhouse of Stars
  - Saison 4, épisode 1 The Secret
- 1958 : 77 Sunset Strip
  - Saison 1, épisode 7 All Our Yesterdays de Richard L. Bare